# San Fernando (La Unión)
San Fernando es una ciudad de Filipinas que se encuentra situada en la Región I y cuenta con una población de 115.494 habitantes, según censo de 2007. Administrativamente la componen 59 barangays.
Tiene una superficie de 106,88 kilómetros cuadrados y una densidad poblacional de 1.081 habitantes por kilómetro cuadrado.
Su fiesta patronal es el 10 de febrero, día de San Guillermo Eremita.
Entre sus atracciones turísticas se encuentran el Jardín Botánico, localizado a alrededor de 8 kilómetros de la ciudad, en un bosque. 
El jardín con una extensión de diez hectáreas, se encuentra localizado en el Barangay de Cadaclan. Es una extensión donde se distribuyen una gran variedad de especies vegetales, plantas y animales.
Destacan también el puente de Bacsil, las ruinas de Pindangan, el Templo Macho, el Cerro de los Héroes,y la Tumba al Soldado Desconocido.
La ciudad de San Fernando es ahora la sede las agencia gubernamentales de la Región I y centro de comercio, negocios, financiero y educativo. 
Tiene un extraordinario puerto marítimo donde hacen escalas diversas líneas marítimas, y un aeropuerto.

## Historia
La ciudad de San Fernando fue fundada en 1786. 
Fue designada cabecera de la provincia de La Unión en 1850.
Durante la época española, se considerada como asentamiento, aquel lugar en el que hubiese alrededor de doscientas familias. 
En aquella época había dos asentamientos en la zona, San Vicente de Balanac y San Guillermo de Dalangdang. 
San Vicente se situaba en la costa y durante el verano, cuando la mar estaba en calma y perfecta para la navegación, los piratas invadían el asentamiento y se llevaban con ellos a mujeres y niños, dejando un rastro de sangre.
San Guillermo, se encontraba en las cuestas de la Cordillera, y durante el verano, los pobladores eran atacados por los cortadores de cabezas, que veían en las flores de los árboles del fuego, un signo de que los dioses pedían ofrendas humanas.
En 1759 fray José Torres, agustino, convenció a los habitantes de los dos asentamientos para que se uniesen en un lugar no muy cerca del mar y tampoco muy cerca de la cordillera, de manera que no tuvieran los problemas anuales que padecían. 
Eligieron el lugar llamado Pindangan, donde construyeron una iglesia consagrada a San Guillermo Eremita. 
En 1765, el nuevo cura, que se llamaba Fernando Rey, sugirió que le cambiaran el nombre de la ciudad, por el de San Fernando, en honor de rey de España. (En realidad le pusieron el nombre del cura: “Fernando Rey”).
En mayo de 1786, fue instituida la parroquia de San Fernando, pero debido a falta de sacerdotes, durante el período de 1792 a 1831, la ciudad era un lugar de visita sacerdotal. En 1831 le fue nombrado un cura permanente.
La construcción de la iglesia actual data de 1817, en tiempos del padre Simón Torrado. Su primer párroco fue el padre Sorolla.
Durante la guerra de 1898, la guarnición española fue atacada por insurgentes filipinos bajo el mando del General Manuel Tinio y de Mauro Ortiz. 
Tras la derrota española, le tocó el turno a los americanos, que bombardearon San Fernando, y desembarcaron para luchar contra los patriotas filipinos mandados por el General Gregorio del Pilar, que cubría la retaguardia del General Emilio Aguinaldo. Finalmente los patriotas filipinos fueron capturados.
Tras la guerra, comenzó la colonización americana. La ciudad fue poco a poco prosperando como el resto de las ciudades de la provincia.
En 1941, los aviones japoneses bombardearon la ciudad, ocupándola más tarde. En sus alrededores se enfrentaron las guerrillas del 21 batallón de infantería contra el ejército imperial japonés.
La batalla por la liberación fue encarnizada, especialmente en el Barrio de Bacsil en 1945. La ciudad quedó prácticamente destruida. Pocas casas permanecieron en pie.

## Ciudades hermanadas
- Coatzacoalcos, México

## Personas célebres
- Edwin Agustín Lozada, escritor